# 松尾亜希子
松尾 亜希子（まつお あきこ、 1月21日- ）は、ラジオパーソナリティ、女優、タレント。オフィス・ミラソール（有限会社ミラソール）札幌所属。

## 経歴
当初は福岡県を拠点に、FM福岡などでパーソナリティやレポーターを担当。既婚者で、夫の転勤をきっかけに2003年4月に北海道札幌市に移住し、AIR-G'の番組を主に担当している。

## 出演番組

### ラジオ
現在
- EZO CLUB RADIO（AIR-G'）
- 西山美食話（AIR-G'）
- Tip Hop（AIR-G'、毎週月〜木 12:00 - 13:55）

過去
- SUPER RADIO MONSTER ラジ★ゴン（FM FUKUOKA）
- LOVE&SMILE（AIR-G'）
- Working for The Weekend（AIR-G'）
- 薬剤師☆RADIO～ひとつの命を大切に～（AIR-G'）
- Sparkle Sparkler（AIR-G'）
- スパクル!! ～cool beats & pop life～（AIR-G'）

### テレビ
過去
- アジバラ（テレビ西日本）
- 夢空間スポーツ（福岡放送）
- まる得イレブン（TVQ九州放送）
- まる得ザウルス（TVQ九州放送）